# Ondřej Kacetl
Ondřej Kacetl (* 15. Oktober 1990) ist ein tschechischer Eishockeytorwart, der seit Dezember 2020 beim HC Oceláři Třinec aus der tschechischen Extraliga spielt.

## Karriere
Kacetl begann seine Karriere bei Orli Znojmo, wo er alle Altersklassen der Junioren durchlief und sich 2007 gemeinsam mit Michael Panec in der U20-Mannschaft des Vereins etablieren konnte. Ab der Spielzeit 2009/10 lief er als erster Torwart auf und kam auch zu Einsätzen in der A-Mannschaft des Clubs, die in der tschechischen 1. Liga aktiv war. Einen großen persönlichen Erfolg feierte er bei einem Vorbereitungsspiel gegen den Erstligisten HC Sparta Prag, wo er mit nur einem Gegentor den knappen 2:1-Sieg seines Clubs sichern konnte. Ein weiterer Höhepunkt folgte ein Jahr später, als er mit dem U20-Team die Meisterschaft gewinnen konnte und gleichzeitig Luboš Horčička, den Stammtorwart der Seniorenmannschaft, ins zweite Glied verbannte. Mit einer Fangquote von beinahe 94 Prozent und einem Gegentorschnitt von 1,98 war Kacetl einer der Schlüsselspieler der Playoffs, wenngleich er ein Ausscheiden im Viertelfinale nicht verhindern konnte.
Im Jahr 2011 wurde Kacetl als Stammtorwart in die A-Mannschaft berufen, die gleichzeitig ihre erste Spielzeit in der Erste Bank Eishockey Liga absolvierte. Hier bildete er ein Duo mit dem gleichaltrigen Filip Landsman.
Zwischen 2013 und 2017 spielte Kacetl für den Mountfield HK, wurde aber regelmäßig auch in der zweiten tschechischen Spielklasse eingesetzt. Im November 2016 wurde er an den HC Dynamo Pardubice ausgeliehen, ehe er zur folgenden Saison fest nach Pardubice wechselte und einen Vertrag über mehrere Jahre erhielt.
Im Juni 2020 unterzeichnete er einen Vertrag beim HC Kometa Brno, spielte aber zunächst in der 1. Liga für den HC Zubr Přerov und HC Frýdek-Místek. Mitte Dezember des gleichen Jahres wurde er bis zum Ende der Saison an den HC Oceláři Třinec ausgeliehen. Dort war er zunächst zweiter Torhüter hinter Jakub Štěpánek, steigerte sich jedoch stark, so dass er als Stammtorhüter in die Extraliga-Playoffs ging und Třinec bis ins Finale und zur Meisterschaft führte. In den Playoffs sammelte er insgesamt sechs Shutouts und brach damit den Ligarekord von Roman Málek aus den Playoffs 2003. Anfang Mai 2021 unterzeichnete er einen neuen Vertrag mit dem HC Oceláři Třinec, mit dem er 2022, 2023 und 2024 drei Meistertitel in Folge gewann. Zudem wurde 2022 und 2024 als bester Torhüter der Extraliga sowie 2024 als Play-off-MVP und mit dem Goldenen Helm ausgezeichnet.

## Erfolge und Auszeichnungen
- 2011 Tschechischer U20-Meister mit Orli Znojmo
- 2021 Tschechischer Meister mit dem HC Oceláři Třinec
- 2022 Tschechischer Meister mit dem HC Oceláři Třinec
- 2022 Bester Torhüter der Extraliga
- 2023 Tschechischer Meister mit dem HC Oceláři Třinec
- 2024 Tschechischer Meister mit dem HC Oceláři Třinec
- MVP der Extraliga-Playoffs[4]
- 2024 Goldener Helm (Zlatá helma) der Extraliga
- 2024 Bester Torhüter der Extraliga